# Boninena ogasawarae
Boninena ogasawarae es una especie de molusco gasterópodo de la familia Bulimulidae en el orden Stylommatophora.

## Distribución geográfica
Es endémica de Japón. 